# Alsófüld község
Alsófüld község (románul: Comuna Fildu de Jos) község Szilágy megyében, Romániában. Központja Alsófüld, beosztott falvai Felsőfüld, Ketesd, Középfüld.

## Népessége
A 2011-es népszámlálás adatai alapján a község népessége 1441 fő volt.